# Маган (село)

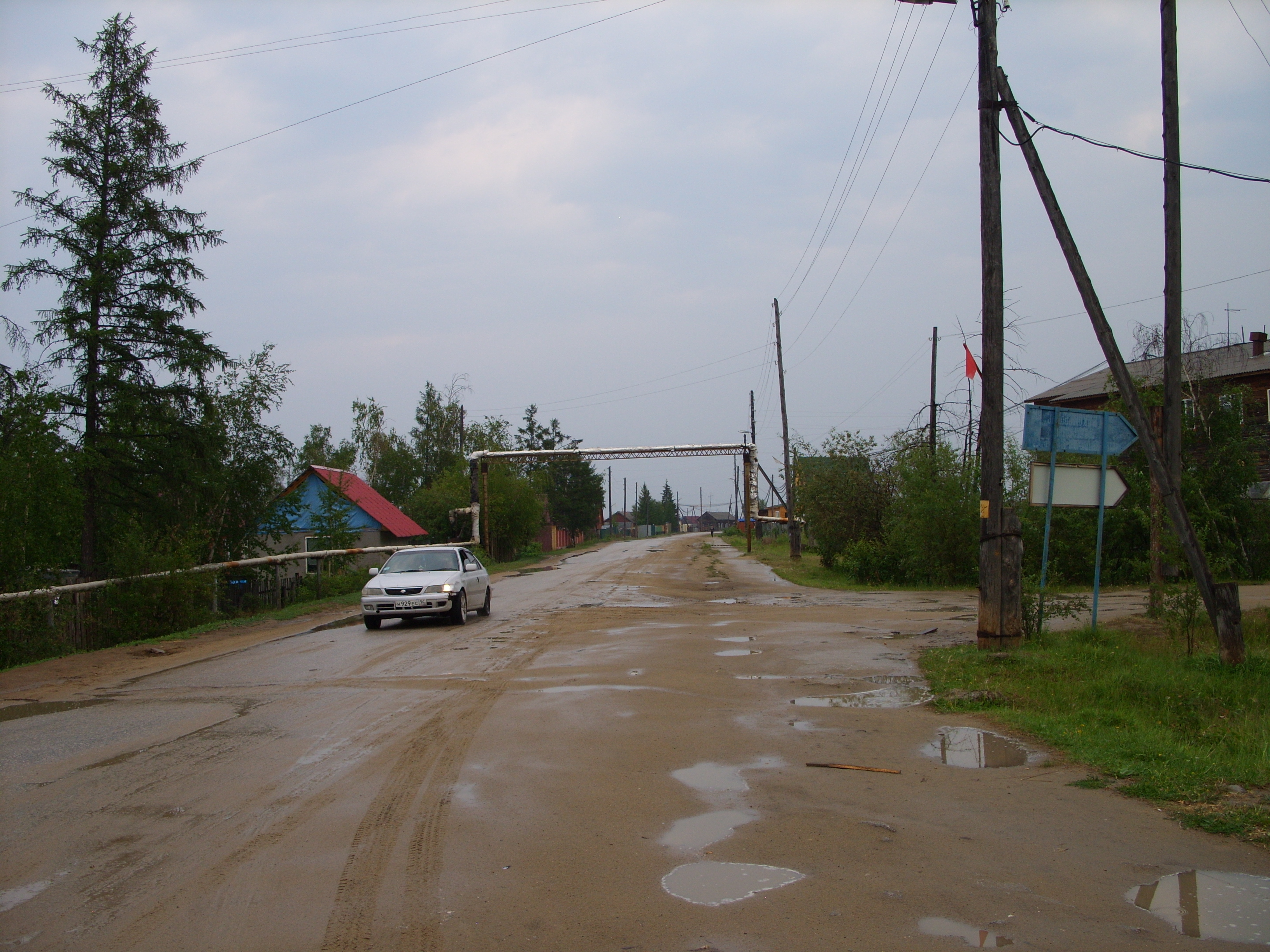
Село Маган

Мага́н (якут. Маҕан, в перекладі Білий) — село на території міського округу «Якутськ», за 24 км на північний захід від міста Якутська. На території селища — аеропорт, допоміжні служби льотного господарства, центральна садиба республіканської селекційної станції «Маган». Основні виробництва — вирощування великої рогатої худоби, землеробство. В селі є клуб, средня загальноосвітня школа, заклади охорони здоров'я, торгівлі і побутового обслуговування.

## Джерело
- Сторінка села Маган(рос.)

| Росія | Це незавершена стаття з географії Росії. Ви можете допомогти проєкту, виправивши або дописавши її. |